# Phyllocycla volsella
Phyllocycla volsella – gatunek ważki z rodziny gadziogłówkowatych (Gomphidae). Występuje na terenie Ameryki Środkowej.